# Henri Filhol
Henri Filhol (Toulouse in Frankrijk, 13 mei 1843 – Parijs, 28 april 1902) was een Franse arts, natuuronderzoeker en malacoloog. Zijn vader, Édouard Filhol (1814-1883), was conservator aan het Muséum de Toulouse.
Na voorbereidende studie in Toulouse, behaalde hij in Parijs de graden van doctor in de geneeskunde en natuurwetenschappen. In 1879 werd hij benoemd tot hoogleraar in de dierkunde aan de faculteit natuurwetenschappen in Toulouse. Van 1894 tot 1902 bekleedde hij de leerstoel vergelijkende dierlijke anatomie aan het Muséum national d'histoire naturelle te Parijs. In 1897 werd hij lid van de Académie des sciences.
Op het gebied van de paleontologie verrichtte hij belangrijk onderzoek aan de fossielen van zoogdieren in een geologische formatie in het zuidwesten van Frankrijk, in de Phosphorites du Quercy.
In 1874 deed hij dienst als scheepsarts en natuuronderzoeker tijdens een Franse astronomische expeditie die op Campbelleiland de venusovergang bestudeerde. Een bergtop op het eiland werd bij deze gelegenheid naar hem vernoemd (Filhol peak) en hij beschreef een nieuwe vogelsoort, de campbellaalscholver (Leucocarbo campbelli). Ook in 1883 was hij deelnemer aan een wetenschappelijke expeditie samen met onder andere Alphonse Milne-Edwards, Léon Vaillant en Edmond Perrier. 
- Bibliothèque nationale de France: cb133433981 (data)
- Author citation (botany): Filhol
- Catàleg d'autoritats de noms i títols de Catalunya: 981058527037406706
- Gemeinsame Normdatei: 117507709
- International Standard Name Identifier: 0000 0001 2134 3254
- Library of Congress Control Number: no2001018843
- Base Léonore: LH//971/60
- Nationale bibliotheek van Australië: 63879635
- Nationale Bibliotheek van Israël: 987007322378605171
- Nederlandse Thesaurus van Auteursnamen: 152304819
- Istituto Centrale per il Catalogo Unico: UFIV073624
- Système universitaire de documentation: 08604172X
- Museum of New Zealand Te Papa Tongarewa: 16876
- Virtual International Authority File: 56758134
- WorldCat: E39PBJwhDptm8c9dPKtkMddWjC